# Latur
Latur (укр. Латур) — український рок-гурт. Виконує пісні у стилі хардкор та альтернативний рок.

## Історія
Після розпаду колективу «АННА» музиканти пообіцяли не залишати музику та повернутись з новим складом та репертуаром.
Так 24 квітня 2013 року в музичному просторі України з'явився новий гурт — Latur. Разом з новою назвою музиканти представили новий сингл «Слово короля».
На своїй сторінці в соцмережі ВКонтакте новостворений гурт опублікував таке повідомлення:
| «Нарешті ми знову з вами! Музиканти з АННА тепер LATUR! Наш перший офіційний сингл «СЛОВО КОРОЛЯ», для ваших вух, душ, сердець і мізків! Будьте обережні обираючи «королів»! [2] |
5 серпня 2014 року вийшов дебютний альбом гурту «Темні справи».
У березні 2016року вийшов мініальбом «Вулиці Не Мертві» з п'яти треків. Запис EP відбувався на студії MuzProduction під керівництвом Іллі Орлова. Зведенням та мастерингом записаного матеріалу займався лідер гурту Сергій Нестеренко — автор музики та текстів всіх представлених треків за виключенням каверу на одну з ранніх пісень гурту Скрябін під назвою «До Смерті І Довше».
8 лютого 2019 року гурт презентував сингл «Залізний трон».

## Склад гурту
- Сергій Нестеренко — вокал, гітара
- Юрій Підцерковний — гітара
- Ілля Орлов — бас-гітара, бек-вокал
- Вадим Баюк — ударні

## Дискографія
- «Темні справи» (серпень 2014)
- «Вулиці Не Мертві» (EP) (березень 2016)[6]

### Сингли
- «Слово короля» (24 квітня 2013)
- «Механіка» (20 серпня 2015)[7]
- «Залізний трон» (8 лютого 2019)

### Музичні відео
- «Зеро» (16 квітня 2014)[8]
- «Молот» (2015)